# Крассе, Жан
Жан Крассе (фр. Jean Crasset; 3 января 1618 года, Дьеп, Королевство Франция — 4 января 1692 года, Париж, Королевство Франция) — французский иезуит, теолог, писатель и философ-аскет.
Вступил в Общество Иисуса в 1638 году и стал профессором гуманитарных наук и философии. В течение двадцати трёх лет руководил известным братством, связанным с известным домом давших обет иезуитов в Париже, а также был успешным проповедником. Автор труда Histoire de l’Eglise du Japon.